# Farmakologinen
Farmakologinen je prvi EP finskog psihodeličnog black metal-sastava Oranssi Pazuzu. Album su 13. travnja 2017. godine objavile diskografske kuće Svart Records i 20 Buck Spin.

## O EP-u
Farmakologinen se uglavnom sastoji od remasteriranih skladbi sastava koje su se izvorno pojavile na split albumu Candy Cane / Oranssi Pazuzu. Svart Records objavio je EP u dvanaestoinčnoj vinilnoj, dok ga je 20 Buck Spin objavio u digitalnoj inačici.

## Popis pjesama
| 1.    | »Ole muukalainen«                   | 6:25 |
| 2.    | »Unihämähäkki«                      | 8:30 |
| 3.    | »Torni«                             | 6:01 |
| 4.    | »Farmakologisen kultin puutarhassa« | 5:49 |
| 26:45 |                                     |      |

## Zasluge
| Oranssi Pazuzu - Korjak – bubnjevi - Moit – gitara - EviL – klavijature, efekti - Ontto – bas-gitara, prateći vokali - Jun-His – vokali, gitara | Ostalo osoblje - Ville Liukkonen – snimanje, miksanje - Olli Kiviluoto – ilustracije - Jenna Haapaharju – omot albuma - Samu Oittinen – remastering |